# Окипная, Раиса Николаевна
Окипная/Окопная Раиса Николаевна, урождённая Капшученко (3 февраля (16 февраля) 1914, Пирогово, Киевский уезд,  Киевская губерния, Российская империя — 6 ноября 1942) — известная украинская советская актриса. Прима Киевского оперного театра. Во время Великой Отечественной войны Раиса стала участницей киевского советского подполья (разведывательно-диверсионная группа Ивана Кудри).

## Биография
Родилась 3 февраля (16 февраля) 1914 года в Чернигове в семье священника — отца Николая Васильевича Капшученко, уроженца села Пирогово, Киевской губернии, ныне в составе Киева.
Детские годы провела в с. Хотивле, откуда родом была её мать. Работала в Винницком музыкально-драматическом театре, Киевском русском драматическом театре, Киевском театре оперы и балета. Проживала с родителями по улице Чкалова (теперь Олеся Гончара), № 32. Во время учёбы музыкальном училище вышла замуж за Павла Окипного и сменила фамилию. Была отчислена из училища из-за ареста отца.
Член Киевской подпольной группы Ивана Кудри (оперативный псевдоним — «Максим») в период немецкой оккупации. Ещё до прихода немцев Иван Кудря был знаком с Евгенией Бремер, немкой по происхождению, муж которой до войны работал в НКВД. С помощью Бремер он и познакомился с Раисой Окипной.
Однажды Иван Кудря узнал, что около Винницы в лесу немцы строят секретный военный объект. От железнодорожной станции к лесу проложены железнодорожная ветка и автомобильная дорога. Строительство велось в обстановке чрезвычайной секретности. Максим считал, что так как Раиса хорошо знала Винницу, разрешение на проезд она получит без проблем. Но Иван Данилович не учёл, что так как под Винницей строилась секретная ставка Гитлера, все, что было связано с этим городом было предметом особого внимания со стороны гитлеровских спецслужб. Поэтому, когда Окипная обратилась с просьбой дать концерт в её родном городе, об этом стало известно SD (службе безопасности). СД организовала проверку с помощью своего агента «Нанетты» — Наталии Францевны Грюнвальд. Последняя смогла завоевать доверие артистки. Когда же Кудре стало известно, что Окипная познакомилась с врачом, заведующей лабораторией местной поликлиники, он решил сам познакомиться с этой женщиной. Так Иван Кудря попал в поле зрения гестапо.
Окипная отрекомендовала Ивана Даниловича как студента Ивана Кондратюка и попросила выписать для него удостоверение об освобождении от занятий. В ходе дальнейшей разработки гестапо получило новую информацию, позволяющую подозревать Кудрю в подпольной работе.
5 июля 1942 года Иван Кудря и Раиса Окипная были арестованы. На следующий день арестовали Евгению Бремер.
Точная дата смерти неизвестна. Согласно некоторым свидетельствам, была расстреляна вместе с другими участниками подпольной группы в Бабьем Яру в ноябре 1942 года.

## Киновоплощения
- 1966 — «Два года над пропастью» — Нина Веселовская
- 2020 — «Сага» — Олеся Матей

## Память
- 8 мая 1965 года Раиса Окипная посмертно награждена орденом Отечественной войны І степени.
- В 1965 году именем героини названа улица в Киеве.